# Josef Peter (Leichtathlet)
Josef Peter (* 23. Dezember 1949) ist ein ehemaliger Schweizer Marathonläufer und promovierter Chemiker.

## Sportlicher Werdegang
1980 wurde er in Gumels Schweizer Meister im Marathon mit einer Zeit von 2:18:55 Stunden.
Er belegte im selben Jahr bei den Deutschen Marathonmeisterschaften als Gastläufer mit seiner persönlichen Bestzeit von 2:16:41 h den zweiten Platz.
Bei den Olympischen Spielen in Moskau kam er auf den 40. Platz, und beim Košice-Marathon wurde er Zwölfter. 1982 folgte einem weiteren Schweizer Meistertitel ein sechster Platz beim Frankfurt-Marathon.
1986 und 1988 siegte er beim Schwarzwald-Marathon.